# SD Gundam Gaiden 2: Entaku no Kishi
Ne doit pas être confondu avec SD Gundam Gaiden: Knight Gundam Monogatari 2 - Hikari no Kishi.
SD Gundam Gaiden 2: Entaku no Kishi (SDガンダム外伝2 円卓の騎士) est un jeu vidéo de rôle développé par Bandai, et édité par Yutaka en décembre 1992 sur Super Famicom. C'est une adaptation en jeu vidéo de la série basée sur l'anime Mobile Suit Gundam et notamment Super Deformed Gundam. Il est notamment basé sur l'univers de SD Gundam Gaiden Sieg Zion Hen et c'est le dernier opus d'une série composée de cinq jeux vidéo de rôle,.

## Série
1. SD Gundam Gaiden: Knight Gundam Monogatari : 1990, Family Computer
2. SD Gundam Gaiden: Knight Gundam Monogatari - Ooinaru Isan : 1991, Super Famicom
3. SD Gundam Gaiden: Knight Gundam Monogatari 2 - Hikari no Kishi : 1992, Family Computer
4. SD Gundam Gaiden: Knight Gundam Monogatari 3 - Densetsu no Kishi Dan : 1992, Family Computer
5. SD Gundam Gaiden 2: Entaku no Kishi